# 公孙忌
公孙忌（？—？），春秋时期宋国的大司马。
前522年宋国华氏、向氏之乱。公子城、公孙忌、乐舍、司马强、向宜、向郑、楚建、郳甲出奔郑。前520年二月廿一日，宋国的华亥、向宁、华定逃亡楚国，宋元公派公孙忌做大司马，边卬做大司徒，乐祁做司城，仲几做左师，乐大心做右师，乐挽做大司寇，来安定国人。